# رولا الفرا الحروب
رولا الفرا الحروب (5 يناير 1968-) ممثلة ومذيعة وصحفية ومقدمة برامج تلفزيونية أردنية. ولدت في الكويت.عملت في تلفزيون الكويت كمذيعة ثم عملت كممثلة في التلفزيون والمسرح في الكويت. وبعد حرب الخليج تنقلت بين الولايات المتحدة والأردن، وعملت في كافة المجالات الإعلامية، ثم أصبحت مدرسة في الجامعة الأردنية. أصبحت المدير العام لقناة جوسات الفضائية.
ترشحت إلى الانتخابات البرلمانية في الأردن عام 2013 عن كتلة الأردن أقوى، وفازت وأصبحت عضو في مجلس النواب الأردني السابع عشر عن محافظة العاصمة بما مجموعه 100159 صوت. وهي عضو مجلس الأمناء في المنظمة العربية لحقوق الإنسان. وعضو في المركز العربي للتوعية من الإرهاب.

## التعليم
- دبلوم المدارس الثانوية، الفرع العلمي، مدرسة Alardia، الكويت، 1985.
- البكالوريوس في الفنون الجميلة، والمعهد العالي للفنون، الكويت، 1989.
- الماجستير في علم النفس التربوي، الجامعة الأردنية، الأردن، 2000 م.
- دبلوم في إدارة الأعمال، مدرسة، NJ، الولايات المتحدة الأمريكية، عام 2001.
- دكتوراه في علم النفس التربوي، الجامعة الأردنية، الأردن، 2006.

## أعمالها
التلفزيون والمسرح 
- المال والبنون ج1 1992 - مسلسل (بدور حسنات سيد أبو الفتوح)

- آن الأوان 1990 - مسلسل

- رحلة العجائب 1990 - مسلسل (بدور كهرمانة)

- مدينة المحبة 1990 - مسرحية

- الشفاف 1989 - مسرحية

- فهيم وبهيم 1989 - مسرحية (بدور أبلة شريفة)

- بيبي والعجوز 1988 - مسرحية

- عريس الأرض 1988 - مسرحية

- الدليل - مسلسل

## عملها ومناصبها
- مديرة قناة جوسات الفضائية.
- مديرة وحدة العلاقات العامة والإعلام والثقافة، الجامعة الأردنية.
- أستاذ مساعد في كلية العلوم التربوية، الجامعة الأردنية.
- باحثة في عمادة شؤون البحث العلمي، الجامعة الأردنية.
- أستاذ مساعد في الجامعة الهاشمية.